# Діпозіт (селище, Нью-Йорк)
Діпозіт (англ. Deposit) — селище (англ. village) в США, в округах Брум і Делавер штату Нью-Йорк. Населення — 1387 осіб (2020).

## Географія
Діпозіт розташований за координатами 42°3′51″ пн. ш. 75°25′23″ зх. д. / 42.06417° пн. ш. 75.42306° зх. д. (42.064176, -75.422919).  За даними Бюро перепису населення США в 2010 році селище мало площу 3,41 км², з яких 3,27 км² — суходіл та 0,14 км² — водойми.

## Демографія
Згідно з переписом 2010 року, у селищі мешкали 1663 особи в 679 домогосподарствах у складі 433 родин. Густота населення становила 488 осіб/км².  Було 833 помешкання (244/км²).
Расовий склад населення:
| - 96,6 % — білих - 1,6 % — чорних або афроамериканців - 0,2 % — корінних американців - 0,1 % — азіатів |

До двох чи більше рас належало 1,3 %. Частка іспаномовних становила 2,8 % від усіх жителів.
За віковим діапазоном населення розподілялося таким чином: 26,0 % — особи молодші 18 років, 57,4 % — особи у віці 18—64 років, 16,6 % — особи у віці 65 років та старші. Медіана віку мешканця становила 40,0 року. На 100 осіб жіночої статі у селищі припадало 87,7 чоловіків;  на 100 жінок у віці від 18 років та старших — 88,2 чоловіків також старших 18 років.
Середній дохід на одне домашнє господарство  становив 41 732 долари США (медіана — 30 357), а середній дохід на одну сім'ю — 50 331 долар (медіана — 45 833). Медіана доходів становила 33 167 доларів для чоловіків та 22 431 долар для жінок. За межею бідності перебувало 25,5 % осіб, у тому числі 40,3 % дітей у віці до 18 років та 14,9 % осіб у віці 65 років та старших.
Цивільне працевлаштоване населення становило 675 осіб. Основні галузі зайнятості: освіта, охорона здоров'я та соціальна допомога — 19,3 %, науковці, спеціалісти, менеджери — 13,9 %, виробництво — 12,9 %.